# HD 181720
Sika eller HD 181720 är en ensam stjärna belägen i den mellersta delen av stjärnbilden Skytten. Den har en skenbar magnitud av ca 7,84 och kräver en stark handkikare eller ett mindre teleskop för att kunna observeras. Baserat på parallax enligt Gaia Data Release 2på ca 16,6 mas, beräknas den befinna sig på ett avstånd på ca 197 ljusår (ca 60 parsek) från solen. Den rör sig närmare solen med en heliocentrisk radialhastighet på ca -45 km/s.

## Nomenklatur
HD 181720 fick på förslag av Ghana namnet Sika i NameExoWorlds-kampanjen som 2019 anordnades av International Astronomical Union. Sika betyder guld på Ewespråket.

## Egenskaper
HD 181720 är en gul till vit stjärna i huvudserien av spektralklass G1 V. Den har en massa som är ca 0,9 solmassor, en radie som är ca 1,4 solradier och har ungefär dubbla solens utstrålning av energi från dess fotosfär vid en effektiv temperatur av ca 5 800 K.

## Planetsystem
År 2009 upptäcktes en gasjätte, HD 181720 b,  som en exoplanet i omloppsbana runt stjärnan. Den fick namnet "Toge" 2019. Planeterna kring sådana metallfattiga stjärnor är sällsynta (endast tre kända liknande fall är HD 111232, HD 114762 och HD 22781).
| Planet   | Massa      | Halv storaxel (AE) | Siderisk omloppstid (d) | Excentricitet | Inklination | Radie |
| -------- | ---------- | ------------------ | ----------------------- | ------------- | ----------- | ----- |
| b (Toge) | ≥0,37 ± MJ | 1,78 ±             | 956 ± 14                | 0,26 ± 0,06   | -           | -     |